# Ciocalypta hyaloderma
Ciocalypta hyaloderma är en svampdjursart som beskrevs av Ridley och Arthur Dendy 1886. Ciocalypta hyaloderma ingår i släktet Ciocalypta och familjen Halichondriidae.
Artens utbredningsområde är havet utanför Argentina. Inga underarter finns listade i Catalogue of Life.